# Spilosoma ribriventris
Spilosoma ribriventris är en fjärilsart som beskrevs av Talbot. Spilosoma ribriventris ingår i släktet Spilosoma och familjen björnspinnare. Inga underarter finns listade i Catalogue of Life.